# Regionalstraße 443 (Israel)
Regionalstraße 443 (hebräisch מַעֲלֶה בֵּית חוֹרוֹןֹ Maʿaleh Beit Chōrōn, deutsch ‚Steige nach Beit Choron‘ oder amtlich כְּבִישׁ אֲזוֹרִי 443 Kvīsch Asōrī 443) ist die Hauptstraße, die Modiʿin mit Jerusalem und Tel Aviv verbindet und auch als Nebenstrecke zwischen dem Gusch Dan und Jerusalem dient. Zwar ist diese Strecke als Regionalstraße eingestuft, ist sie jedoch weitgehend eine autobahnähnlich ausgebauter, vierspurige Straße, die teilweise kreuzungsfrei und teilweise mit niveaugleichen Kreuzungen verläuft und deswegen nicht als Autobahn klassifiziert ist. Allerdings ist das westliche Ende, das mit der Haupt-Landesstraße 1 verbunden ist, als Autobahn ausgeschildert.
Die Regionalstraße zweigt von Haupt-Nationalstraße 1/Haupt-Nationalstraße 6 an der Kreuzung Ben-Schemen ab und führt ostwärts zur Gabelung bei Schillat, die als Zugang zu Modiʿin dient. Sie führt nach Osten in den Regionalrat Matteh Binjamin bei Ramallah im Westjordanland, wo sie zur Begin-Schnellstraße wird, die über die neue Nationalstraße 45 nach Jerusalem führt. Eine Stichstrecke, Regionalstraße 436, führt nach Givʿat Seʾev und dem Jerusalemer Stadtviertel Ramot.
Die Strecke war wegen ihrer geographischen Lage im Laufe der Geschichte wiederholt Schauplatz von Schlachten, bereits im Buch Josua wird sie erwähnt und beim Aufstand der Makkabäer gegen die Seleukiden. Im Gegensatz zur modernen Haupt-Nationalstraße 1, die sich auf dem Weg zwischen der Küstenebene und der Regionalstraße 443 Bergland von Judäa um die Hügel und Berge schlängelt, führt der Mittelabschnitt der Regionalstraße 443 an einer Kammlinie entlang und steigt deswegen regelmäßig gleichmäßig an.
Mehrere der Zufahrtsstraßen, die palästinensische Dörfer mit der Regionalstraße 443 verbinden, sind seit dem Beginn der Zweiten Intifada im September 2000 geschlossen. Aufgrund von mehreren tödlichen Angriffen auf israelische Fahrzeuge auf der Straße mit Molotowcocktails und Schusswaffen wurden Sperranlagen entlang der Straße errichtet, wo diese durch von Palästinensern bewohnte Gebiete führte. In einer Entscheidung vom März 2008 entschied der Oberste Gerichtshof Israels, dass die Israelischen Verteidigungsstreitkräfte (IDF) für weitere sechs Monate das Recht habe, palästinensischen Verkehr auf der Straße zu limitieren, was von der Vereinigung für Bürgerrechte in Israel in dem Verfahren bestritten wurde. Die israelische Menschenrechtsgruppe B’Tselem kritisierte die Schließung der Regionalstraße 443 für Palästinenser ebenfalls und bezeichnete sie als nach internationalem Recht widerrechtliche Kollektivstrafe. Am 29. Dezember 2009 entschied Israels oberstes Zivilgericht zu Gunsten einer Eingabe der Vereinigung für Bürgerrechte in Israel gegen die Anordnung der IDF, mit der palästinensischer Verkehr auf der Straße verboten wurde. Die Entscheidung ermöglichte den Palästinensern erstmals seit Oktober 2000 die Nutzung der Straße. Am 28. Mai 2010 wurde die Straße wieder für palästinensischen Verkehr freigegeben.

## Kreuzungen (von West nach Ost)
| km   | Name                                                                                          | Typ | Bedeutung            | Lage                                  | gekreuzte Straße                                                     |
| ---- | --------------------------------------------------------------------------------------------- | --- | -------------------- | ------------------------------------- | -------------------------------------------------------------------- |
| 0    | Kreuzung Ginnaton hebräisch צֹמֶת גִּנָּתוֹן Zomet Ginnatōn, Plene: צומת גינתון                      |     | geographische Lage   | Ginnaton, Lod                         | (Nationalstraße 40)                                                  |
| 3    | Knoten Ben Schemen hebräisch מֶחְלַף בֶּן שֶׁמֶן Mechlaf Ben Schemen                                  |     | geographische Lage   | Ben Schemen                           | (Haupt-Nationalstraße 1, Haupt-Nationalstraße 6, Regionalstraße 444) |
| 3    | Kreuzung Modiʿim hebräisch צֹמֶת מוֹדִיעִים Zomet Mōdīʿīm, Plene: צומת מודיעים                     |     | nach Modiʿin benannt | Neʾot Qedumim                         | örtliche Straße                                                      |
|      |                                                                                               |     |                      | Gräber der Makkabäer                  | örtliche Straße                                                      |
| 8,7  |                                                                                               |     |                      | Zufahrt zu Mevo Modiʿim               | örtliche Straße                                                      |
| 10,2 | Kreuzung Makkabim hebräisch צֹמֶת מַכַּבִּים Zomet Makkabīm, Plene: צומת מכבים                       |     | nach den Makkabäern  | Zufahrt zu Modiʿin                    | Lokalstraße                                                          |
| 12,8 | Kreuzung Schillat hebräisch צֹמֶת שִׁילָּת Zomet Schīllat, Plene: צומת שילת                         |     | nach Schillat        | Modiʿin-Makkabim-Reʿut, Modiʿin Illit | (Regionalstraße 446), Sderot haChaschmonaʾim                         |
| 13   | Kreuzung Makkabim-Reʿut hebräisch צֹמֶת מַכַּבִּים-רֵעוּת Zomet Makkabim-Reʿūt, Plene: צומת מכבים-רעות |     | geographische Lage   | Makkabim-Reʿut                        | Jaʾir-Peleg-Straße                                                   |
| 14,3 | Kreuzung Beit Choron hebräisch צֹמֶת בֵּית חוֹרוֹןֹ Zomet Bejt Chōrōn, Plene: צומת בית חורון         |     | Beit Choron          | Modiʿin Makkabim-Reʿut                | (Haupt-Nationalstraße 3) gesperrt, (Regionalstraße 455)              |
| 23,4 | Knoten Beit Choron hebräisch מֶחְלַף בֵּית חוֹרוֹןֹ Mechlaf Bejt Chōrōn                               |     | geographische Lage   | Beit Choron                           | örtliche Straße                                                      |
| 28,3 | Kreuzung Givʿat Seʾev hebräisch צֹמֶת גִּבְעַת זְאֵב Zomet Givʿat Səʾev, Plene: צומת גבעת זאב         |     | geographische Lage   | Givʿat Seʾev, Jerusalem               | (Nationalstraße 50) via Nationalstraße 45                            |

## Belege
1. ↑   The law as roadkill on Highway 443, Haaretz, 26. September 2006. Abgerufen am 10. April 2009 (englisch).
2. ↑   4 Israelis wounded in drive-by shooting, Jerusalem Post. Abgerufen am 10. April 2010 (englisch).
3. ↑   Israeli driver killed in ambush near Givʿat Zeʾev (Memento des Originals vom 4. April 2005 im Internet Archive), Jerusalem Post. Abgerufen am 10. April 2010 (englisch).
4. ↑   Couple shot dead in ambush, children lightly hurt (Memento des Originals vom 4. April 2005 im Internet Archive), Jerusalem Post. Abgerufen am 10. April 2010 (englisch).
5. ↑   Two murdered in terror attacks (Memento des Originals vom 4. April 2005 im Internet Archive), Jerusalem Post. Abgerufen am 10. April 2010 (englisch).
6. ↑   Barring Palestinians from Highway 443 prevents attacks on Israel, court hints, Jerusalem Post, 4. März 2008. Abgerufen am 10. April 2010 (englisch).
7. ↑  Ethan Bronner:  A road becomes a dividing line in the West Bank (Memento des Originals vom 27. März 2008 im Internet Archive), International Herald Tribune, 26. März 2008. Abgerufen am 10. April 2010 (englisch).
8. ↑  Route 443: West Bank road for Israelis only. B’Tselem, abgerufen am 10. April 2010 (englisch).
9. ↑  Harriet Sherwood:  Israelis and Palestinians share route 443 again amid suspicion and fear, The Guardian, 27. Mai 2010. Abgerufen am 11. Juni 2010 (englisch).